# ロナルド・スシロ
ロナルド・スシロ（Ronald Susilo、1979年6月6日 - ）は、シンガポールのバドミントン選手である。インドネシアの東ジャワ州で生まれた。
彼は8歳の時に、ジャカルタのクラブでバドミントンを始めた。彼はインドネシア語と英語とマレー語が話すことが出来、また中国語を理解することができる。19歳の時にシンガポールバドミントン協会に所属。2004年のアテネオリンピックの開会式で彼はシンガポールの旗手をつとめた。
シンガポール代表の卓球選手、リ・ジャウェイと婚約している。